# Philogenia umbrosa
Philogenia umbrosa är en trollsländeart som beskrevs av Friedrich Ris 1918. Philogenia umbrosa ingår i släktet Philogenia och familjen Megapodagrionidae. Inga underarter finns listade i Catalogue of Life.